# Go-En'yū
Go-En'yū (後円融天皇?, Go-En'yū-tennō; 11 gennaio 1359 – 6 giugno 1393) è stato il 5º Pretendente alla corte del Nord secondo il tradizionale ordine di successione.

## Biografia
Si tratta del quinto e ultimo pretendente al Nord durante il periodo in cui vigeva il periodo Nanboku-chō detto anche Periodo delle Corti del Nord e del Sud, periodo storico che va dal 1336 al 1392, che vide l'esistenza e la contrapposizione di due corti imperiali in Giappone al tempo del Shogunato Ashikaga. Gli anni in cui regnò furono dal 1371 sino al 1382.
Era il secondo figlio del quarto pretendente Go-Kōgon, sua madre era Fujiwara no Nakako (藤原仲子), figlia di Hirohashi Kanetsuna (広橋兼綱). Dalla compagna Itsuko (厳子), figlia di Sanjō Kintada (三条公忠) ebbe Motohito (幹仁親王) (che diventerà l'imperatore Go-Komatsu) e Keiko (珪子内親王)